# کلیسای گئورگ مقدس کاراپ
کلیسای گئورگ مقدس کاراپ (ارمنی: Քարափի Սուրբ Գևորգ եկեղեցի؛ انگلیسی: Church of Saint George (Kldisubani)) یک کلیسا متعلق به کلیسای حواری ارمنی واقع در شهر تفلیس،  گرجستان می‌باشد. ساخت و ساز این ساختمان در سال ۱۷۵۳ میلادی؛ به پایان رسید. این بنا به سبک معماری ارمنی طراحی شده است.

## نگارخانه

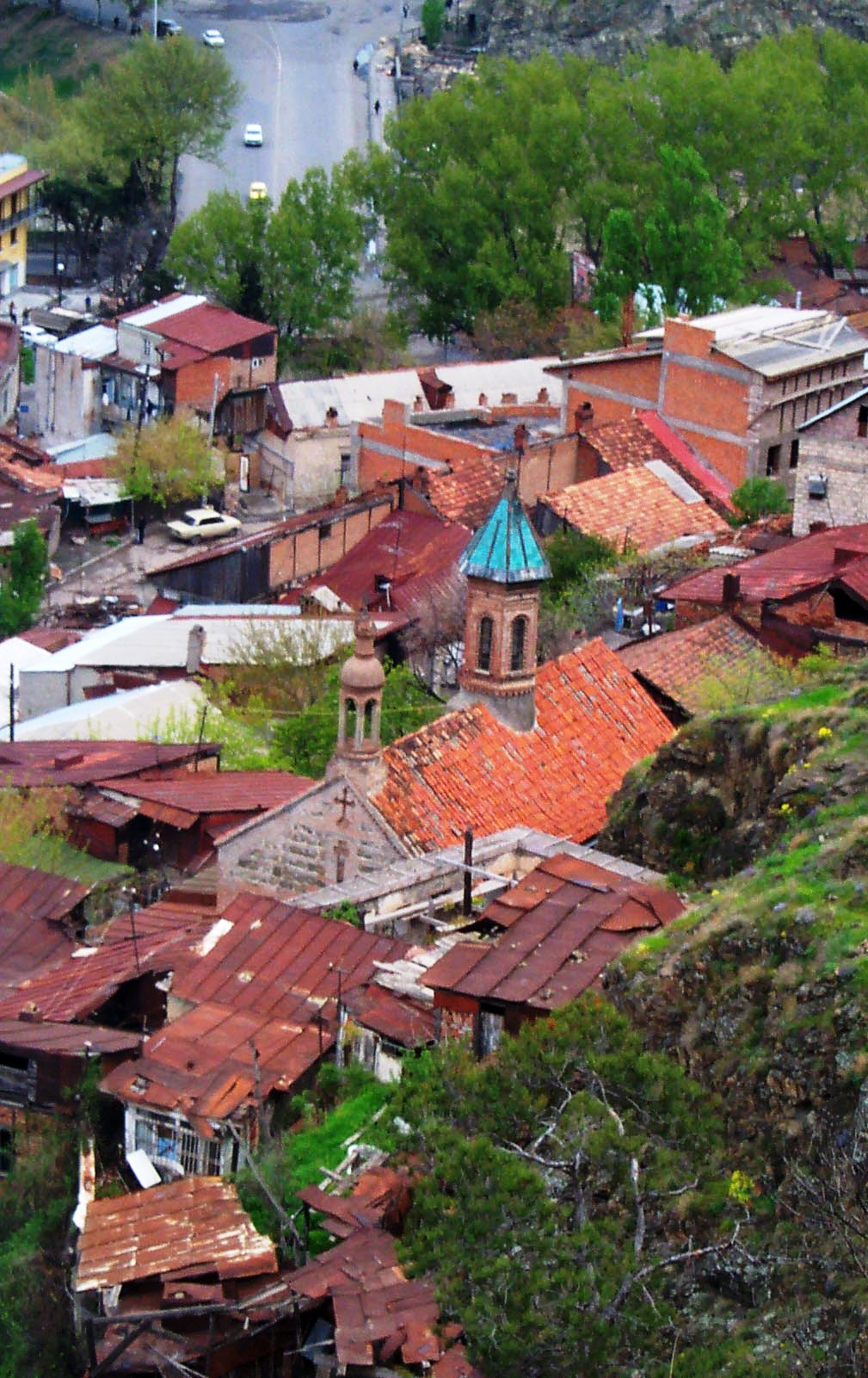
View of Saint George's Church from the citadel of Narikala
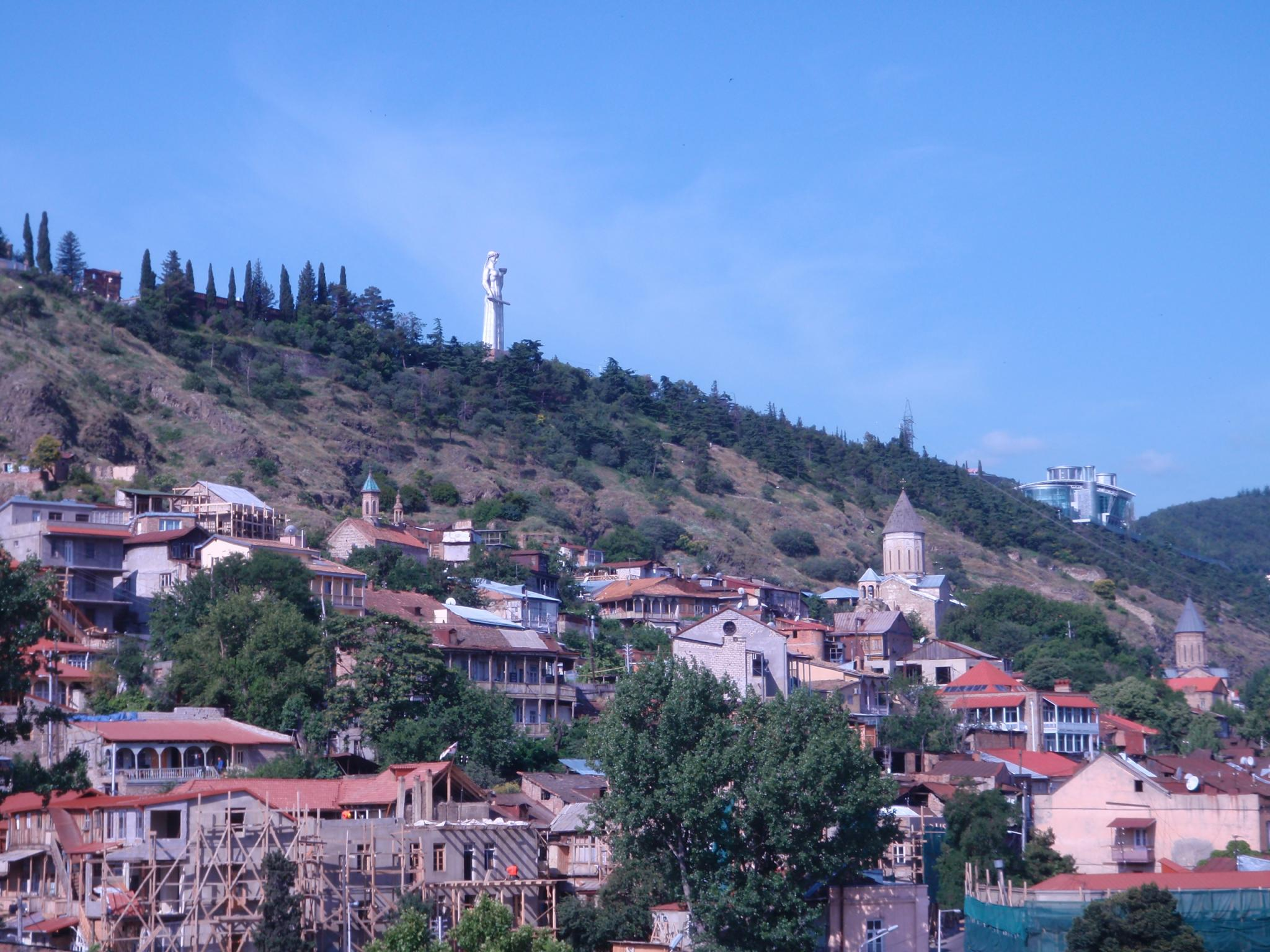
View of Saint George (center left) and two other churches in Old Tbilisi: Holy Mother of God (Bethlehem) (center right) and Lower Betlemi church. (far right)
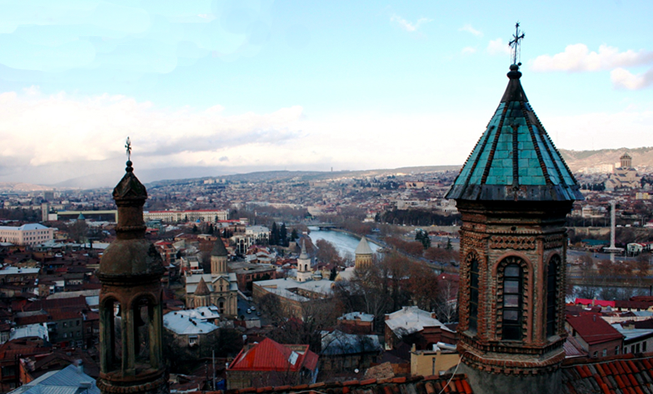
View of Old Tbilisi with the cupolas of the Church of Saint George in the foreground
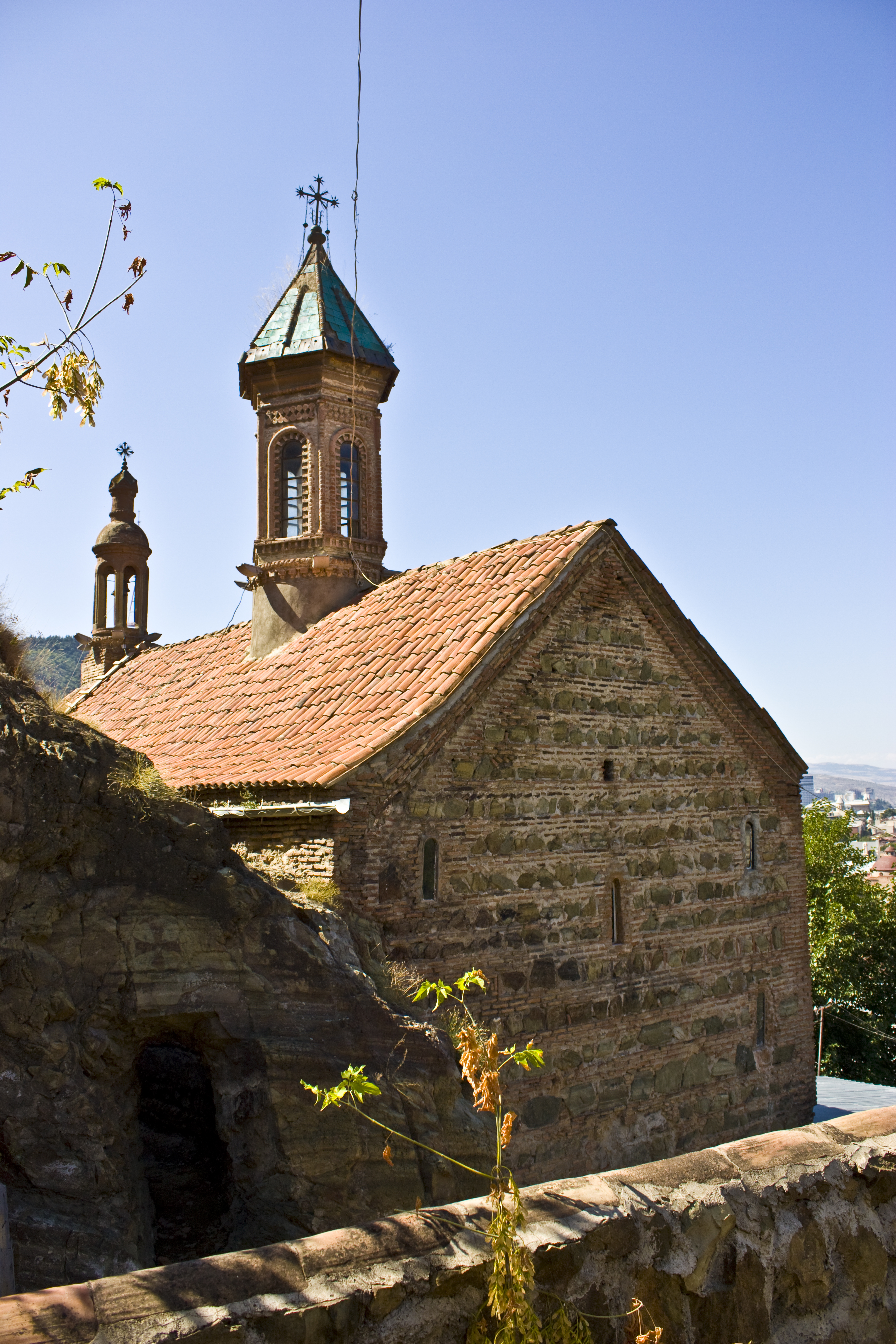
The view of the church from the inner garden. Over the pass, cut in the rock, Bolnisi Cross can be seen..